# Pave Benedikt 2.
Benedikt II (født i Rom - død 685) var pave fra den 26. juni 684 til sin død i 685. Pave Skt Benedikt II's festdag er den 7. maj. Han efterfulgte Pave Leo 2., der døde 1. juli 683.
Selvom han allerede blev valgt som pave i 683, blev han først ordineret i 684, da han først skulle godkendes at kejser Konstantin IV i Konstantinopel. Efter at have skabt en venskabeligt forhold til kejseren, lykkedes det at få ophævet kravet om at kejseren skulle godkende paven først, før paven kunne ordineres.